# Цуканов, Геннадий Ильич
Генна́дий Ильи́ч Цука́нов (10 апреля 1946, село Баяндай, Баяндаевский район, Усть-Ордынский Бурят-Монгольский национальный округ, РСФСР — 19 марта 2014 Улан-Удэ, Республика Бурятия) — организатор судостроительного производства, генеральный директор ОАО «Улан-Удэнский судостроительный завод». Заслуженный инженер Бурятской АССР.

## Вехи биографии[1]
Г. И. Цуканов родился 10 апреля 1946 года в с. Баяндай, одном из районных центров Усть-Ордынского Бурят-Монгольского национального округа (ныне — Усть-Ордынский Бурятский округ в составе Иркутской области).
- 1969: окончил Иркутский политехнический институт.

Почти вся карьера Г. И. Цуканова связана с Улан-Удэнским судостроительным заводом:
- 1971—1973: производственный мастер;
- 1973—1995: заместитель начальника цеха, начальник цеха, заместитель главного инженера, главный инженер;
- с 1995 — генеральный директор Улан-Удэнского судостроительного завода (ныне — ОАО «Улан-Удэнский судостроительный завод»).
- 19 марта 2014 года скончался от сердечной недостаточности на даче в пригороде Улан-Удэ[источник не указан 3785 дней]

## Признание[1]
- 1989: заслуженный инженер Бурятской АССР;
- 1998: медаль «300 лет Российскому флоту»;
- 1999: орден Почёта.